# Dundundra baiame
Dundundra baiame är en bäcksländeart som beskrevs av Günther Theischinger 1982. Dundundra baiame ingår i släktet Dundundra och familjen Gripopterygidae. Inga underarter finns listade i Catalogue of Life.